# Dave Sabo
Dave Michael Sabo (Perth Amboy, Nova Jérsei, 16 de setembro de 1964) é um guitarrista americano, que anteriormente integrou o grupo norte-americano Bon Jovi, mais conhecido pela alcunha, The Snake. Atualmente, é guitarrista da banda Skid Row, que ele formou.
Ele escreveu sucessos como ''18 and Life'' "Monkey Business", "Slave to the Grind". Está no Skid Row até hoje, junto a Rachel Bolan e Scott Hill, da formação original e Johnny Solinger e Rob Hammersmith. A canção "18 and Life" foi escrita pelo guitarrista Dave Sabo depois de ler um artigo de jornal sobre um jovem de 18 anos chamado Ricky que foi condenado à prisão perpétua por ter acidentalmente disparado em seu amigo. Dave Sabo Também Escreveu " I Remember You '' Junto com Seu companheiro de banda Rachel Bolan.